# 高岡御車山祭

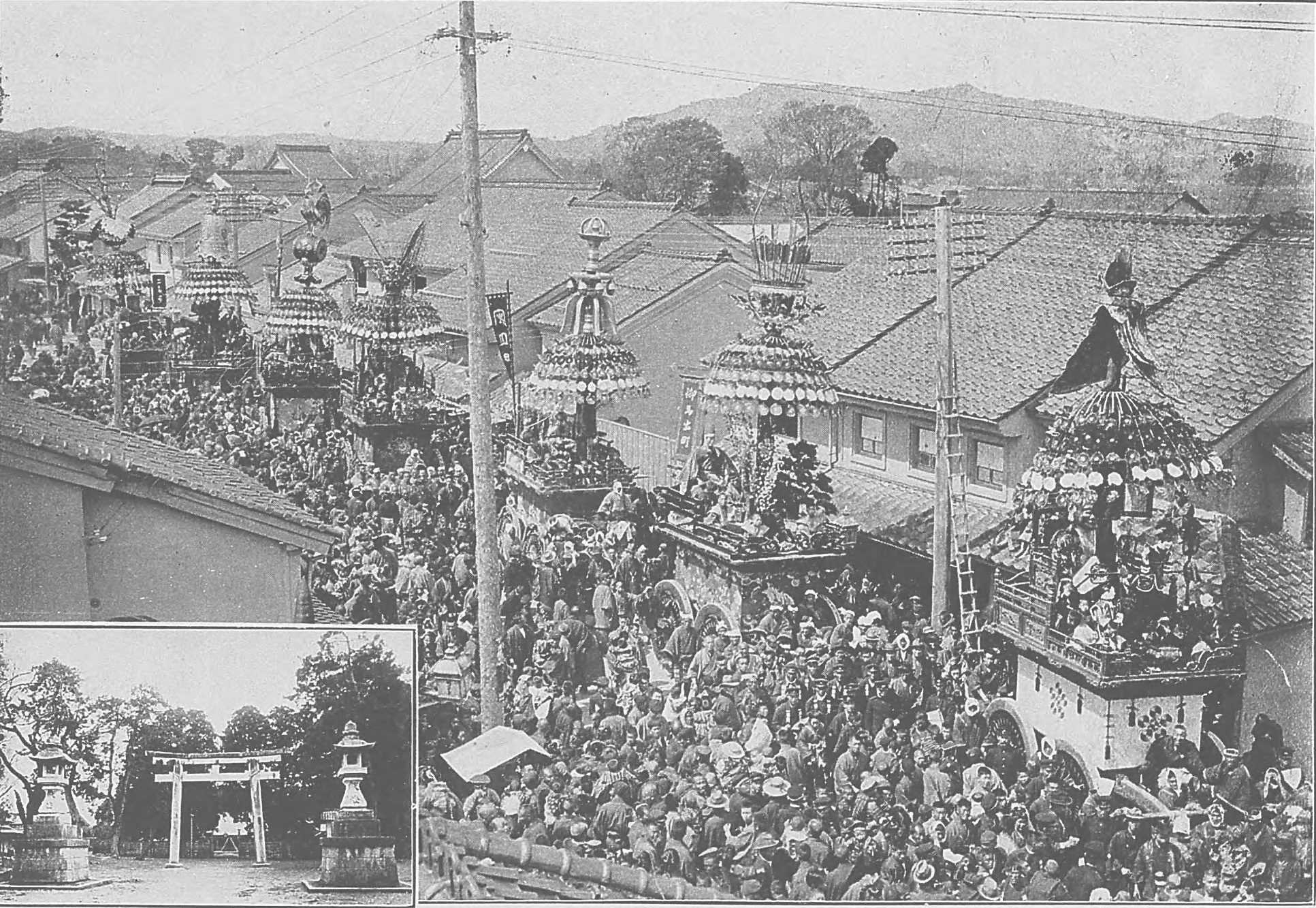
高岡御車山祭と関野神社（左下）（1909年発行『富山県写真帖』）

高岡御車山祭（たかおかみくるまやままつり）は、毎年5月1日に行われる富山県高岡市の高岡関野神社の春季例祭。富山県内で最も古く、歴史のある山車（曳山）祭りで、御車山（みくるまやま）と呼ばれる7基の山車が優雅な囃子とともに高岡の旧市街を巡行する。4月30日には宵祭りが行われる。国の重要有形民俗文化財（御車山7基）と重要無形民俗文化財の両文化財に指定されている。また、ユネスコの無形文化遺産に登録されている。

## 概要
御車山は、1588年（天正16年）に豊臣秀吉が聚楽第に後陽成天皇の行幸を仰いだ時に使用した御所車を前田利家が拝領したものと言い伝えられており、それを加賀藩2代目藩主前田利長が1609年（慶長14年）に高岡に城を築いて町を開いた際に城下の町民に与え、以来、山町（やまちょう〔山町筋〕）と呼ばれる高岡城下10ヶ町が手を加えながら代々受け継いできたものである。御車山は安土桃山文化の面影を残す優雅な装飾が施されている。装飾金具は江戸時代の名工達の手による作品であり木部も漆工達の優れた作品である。7基が揃って巡行する姿は絢爛豪華であり、町衆のエネルギーを示すものといえる。1991年（平成3年）に見つかった高岡市立博物館所蔵の絵図（木版画）「越中国高岡関野神社祭礼繁昌略図」には1883年（明治16年）に鴨島町の大旗を先頭に、獅子（獅子舞）、母衣武者行列、神輿、そして7基の御車山の巡行の様子が描かれている。
2024年（令和7年）8月には高岡市立博物館が、京都の古美術商より江戸後期のものとされる6曲1隻の「紙本著色（しほんちゃくしょく）高岡御車山祭礼行列絵巻屏風」を購入し収蔵した。これによりこれまで上記の1883年（明治16年）の絵図が最古の御車山史料だったが更新された。この屏風には幅36cm、長さ460cmの紙が上下2段に分けて張られている。紙には現在山車を持たない坂下町の山車も描かれており、この当時8基の山車があったことがわかるほか、8基の山車の轅（ながえ）が現在より細い牛車と同じようなもので、2本の縄を轅に結び曳いていたり、守山町以外の6基の幔幕（まんまく）の図柄が現在のものと違ったりするなど、江戸時代後期の山車の様子がわかる貴重な史料である。
「高岡御車山」7基は1960年（昭和35年）6月9日に重要有形民俗文化財に指定され、祭礼自体は「高岡御車山祭の御車山行事」として1979年（昭和54年）2月3日に重要無形民俗文化財に指定された。また山車の「工芸品」は1967年（昭和42年）富山県指定有形文化財に指定されている。
同一の行事に関連して、国の重要有形民俗文化財および重要無形民俗文化財の両方に指定されているものは全国で5例のみで、高岡御車山祭はその内の1つである。なお2006年（平成18年）には、「とやまの文化財百選（とやまの祭り百選部門）」に選定されている。
2015年（平成27年）4月24日、「加賀前田家ゆかりの町民文化が花咲くまち高岡－人、技、心－」の構成文化財として日本遺産に認定された。
2016年（平成28年）10月には、18府県33件の「山・鉾・屋台行事」の中の1件として、ユネスコの無形文化遺産に登録勧告され、同年12月1日に登録された。
2020年（令和2年）および2021年（令和3年）は新型コロナウイルス感染症の拡大を受け、関係諸団体は2年連続で曳山の巡行などの中止を決定した。社殿での神事等は行われる。2021年（令和3年）はこの他、代替事業として「特別奉曳」が、高岡ケーブルネットワークによる中継やYouTubeでのライブ配信を含めて実施された他、小馬出町の山車1基が巡行された。

## 築山行事
毎年4月23日に高岡市の二上射水神社では築山（つきやま）行事が行われる。この行事は祭神を境内の三本杉の前に作った臨時の築山（祭壇）に迎え入れる神事で、一年の豊作を祈る古代信仰の形態で現在も続けられている。神事が終わると二上山の悪い神が暴れるとされるため、築山は大急ぎで解体される。御車山は京都の祇園祭の山鉾を模しながら築山行事を源流とし、移動できるように発展させたものと考えられている。また地元民が神輿や獅子舞を練り回す。
なおこの行事は、富山県でも二上射水神社と放生津八幡宮（放生津（新湊）曳山祭）で行われているだけであり、全国的にも珍しい行事で、両神社の築山行事は富山県の無形民俗文化財に指定されている。
2020年（令和2年）の築山行事は、新型コロナウイルス感染症の拡大を受け、中止を決定した。

## 山町

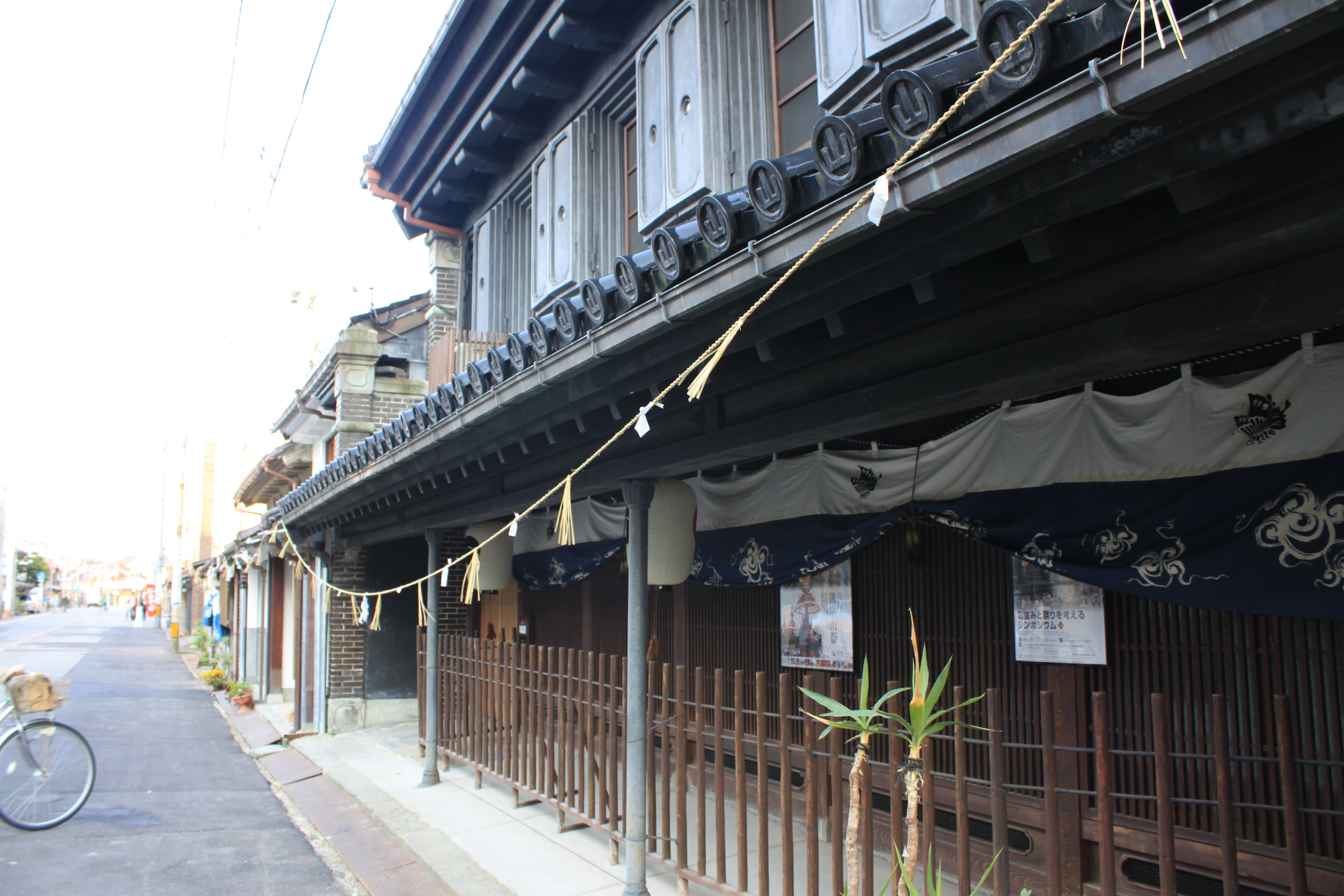
山町筋（筏井家住宅）

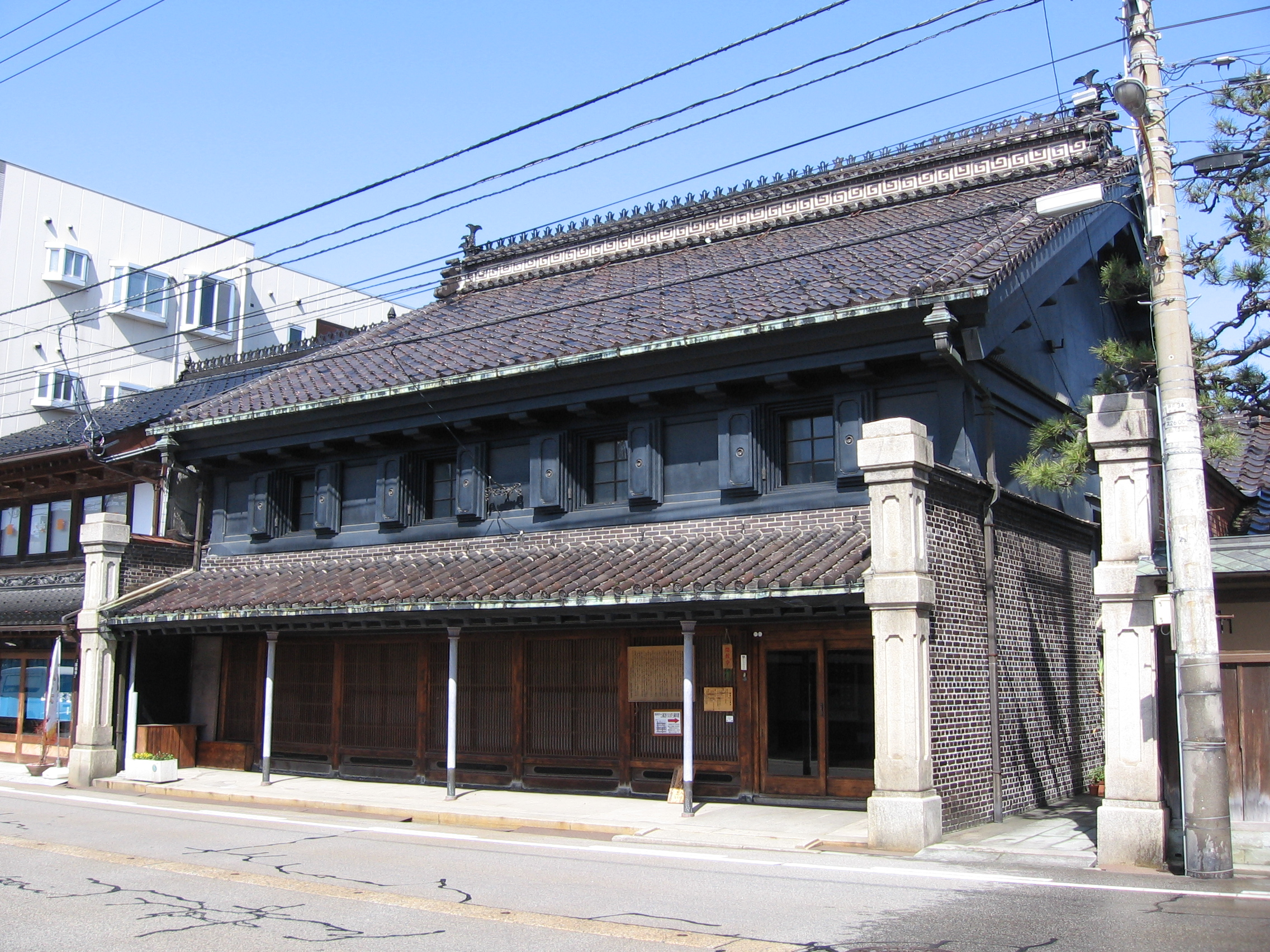
菅野家住宅

山町（山町筋）は豊臣秀吉の御所車（山車）を加賀藩2代藩主前田利長より与えられ保有する由緒ある10ヶ町で、土蔵造りの建造物が多く残る町である。山町は利長が高岡城の城下町として開町し、利長死後3代藩主前田利常が商工業都市として発展させた町だか、高岡の町では1900年（明治23年）に大火災がおこり、山町（山町筋）の大部分が被災した。その中でも元々あった土蔵造り2軒が焼け残ったため、その後旧北陸道沿いと、その周辺の建物は防火構造の土蔵造りにせよとの富山県の法令によって、旧北陸道沿いの山町（山町筋）に土蔵造りの家屋が多く建てられた。2000年（平成12年）12月4日には、「高岡市山町筋伝統的建造物群保存地区」の名称で国の「重要伝統的建造物群保存地区」として選定されている。
木舟町の重要文化財「菅野家住宅」や、小馬出町の高岡市指定文化財「高岡市土蔵造りのまち資料館（旧 室崎家住宅）」では、土蔵造りの商家を一般公開（ともに有料）している。
山車と獅子頭（獅子舞）を保有する10か町
- 通町（とおりまち）、御馬出町（おんまだしまち）、守山町（もりやままち）、木舟町（きふねまち）、小馬出町（こんまだしまち）、一番街通（いちばんまちどおり）この山車だけが「源平町」「三番町」「一番町」の三町で共有されている。二番町（にばんまち）

- 坂下町（さかしたまち） 源太夫（げんたい）獅子を保有。

## 母衣宿
昭和前期まで御車山を保有しない9町によって神輿や山車の露払いのため、大旗を先頭に母衣武者行列が行われていたが、現在では6町で祭礼時に設けられる母衣宿に、母衣武者や旗を飾り神輿や山車を迎え入れる形となっている。

## 獅子舞

### 坂下町（さかしたまち）
現在は山車を保有しないが、山車を先導する源太夫（げんだい）獅子を保有し露払いのため獅子舞を舞う。獅子舞は小さな獅子頭を紋付・袴姿の3人でゆったりと舞うもので、頭を操る人は幕を被らないで操る。獅子頭は1983年（昭和58年）に古くからの言い伝えを元に復元再興されたもので、古くは二上の村落が運営していたが、復元を機に坂下町によって執り行われることとなった。復元には二上射水神社の築山行事で使用される富山県内最古の獅子頭といわれる源太夫獅子を元としている。前述のとおり1991年（平成3年）には、言い伝えを裏付ける山車を先導した様子を描いた1883年（明治16年）当時の「越中国高岡関野神社祭礼繁昌略図」が見つかった。
- 形状: 箱獅子
- 分類: 行道獅子

坂下町には「大神楽山」という山車が存在したことが古文書に記されているが、上記のとおり江戸後期の屏風が発見され、8番目に並ぶ山車の鉾留がススキと三日月であり、笛や太鼓の奏者がいることなど古文書の記述と一致するため、大神楽山の存在が確認された。

## 山車

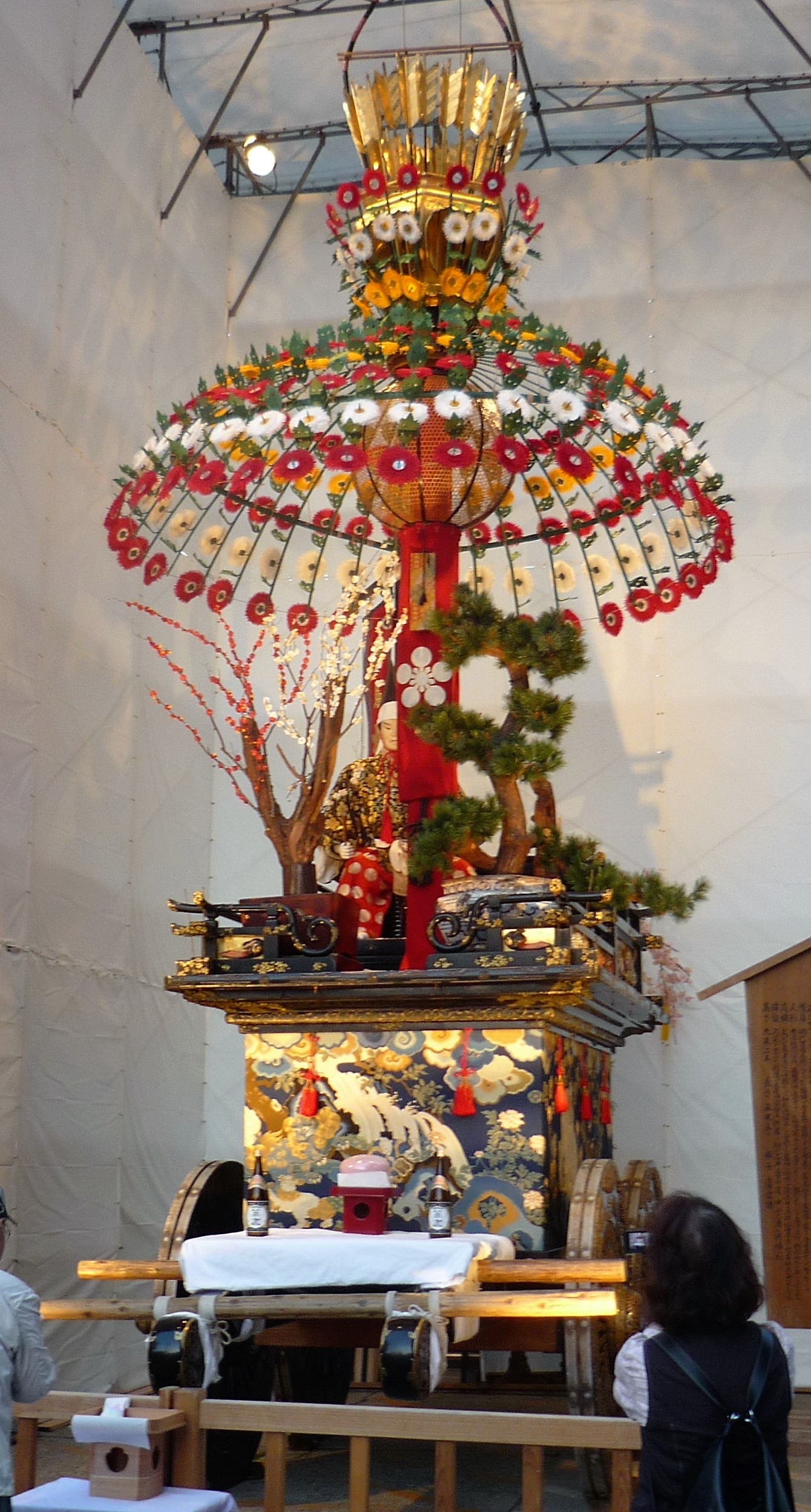
御馬出町の御車山（2015年4月）

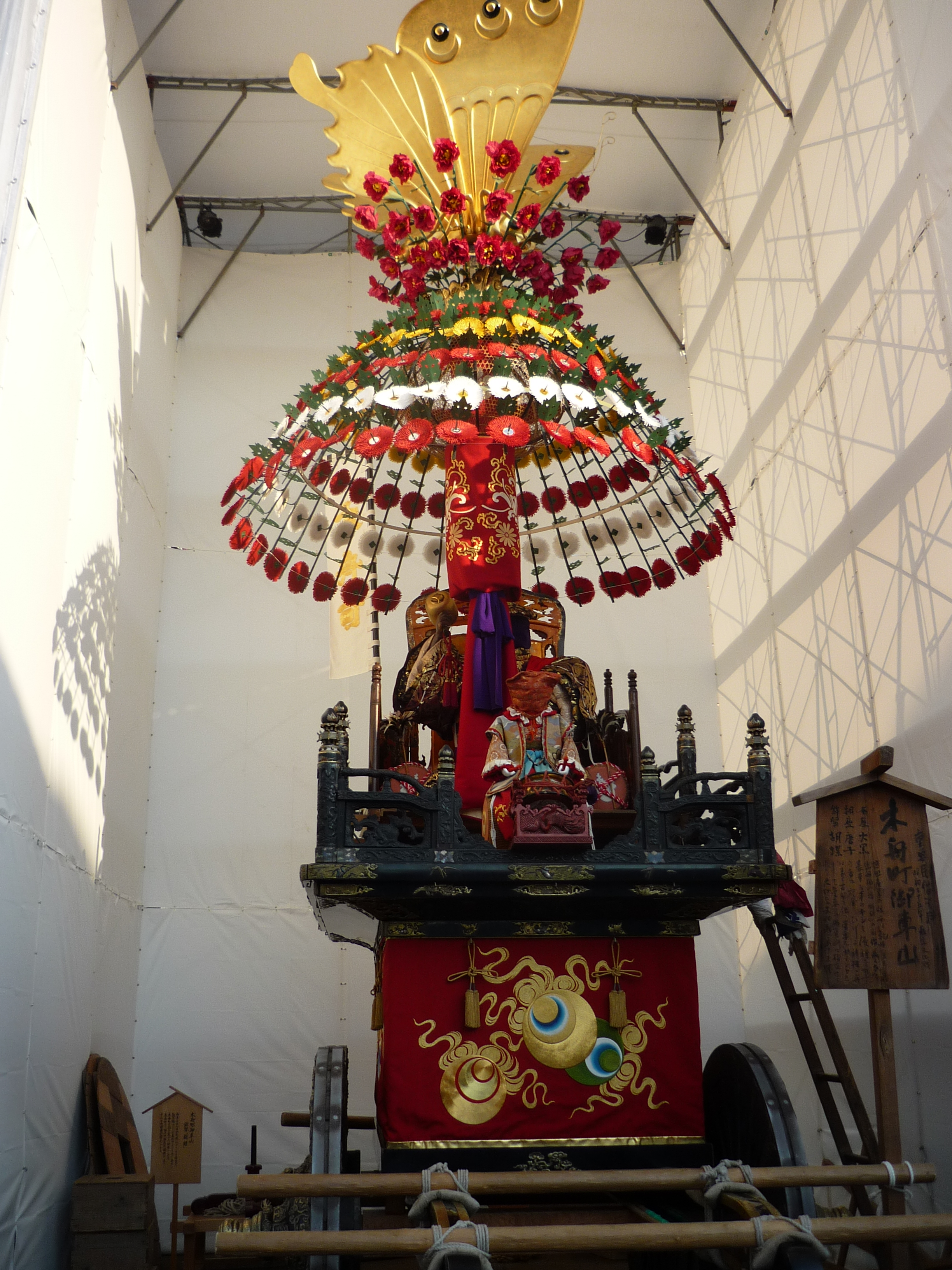
木舟町の御車山（2015年4月）

高さ約8.4m〜9m、長さ2.29m〜2.85m〔前後の轅（ながえ）間5.07m〜5.89m〕の山車は御所車に心柱を立て、心柱の上部には竹籠を付け、その周りに3色の和紙で出来た菊の花を5個付けた割竹32〜36本を放射状に広げた花傘の鉾山で、花山車とも言われ京都祇園祭の山鋒より由来、伝承されたものであるといわれているが、形態が独特でかなり異なっておりルーツは定かではない。
飾り山（上層）と地山（下層）の2層構造で飾り山には本座といわれる御神体（人形）を供え、地山箱（下層）には幔幕（まんまく）が張られ、この中に囃し方が数人入り、笛、鉦、太鼓を用い優雅な囃子を奏でる。山車は高岡の工芸の粋を集めた彫刻、漆工、彫金、などの装飾を纏い、後部には町名入りの標旗が立てられ、桜の花の送り花が飾られている。また、本座後部に後塀（こうへい）を設けた山車もある。
鉾（心柱）の先端には鉾留が付いており、これは神が山車に供えられている御神体（人形）に降臨するための目印とされている。
車輪は4輪の大八車（外車）様式の輻車（やぐるま〔スポーク式〕）で直径1.60m〜1.67m、車輪にも漆や彫金などが施されている。二番町の山車だけは二輪で2.05mある。富山県内の曳山では大門曳山の枇杷首の曳山とここ二番町だけである。
各山車には、鈴棒（りんぼう）といわれる錫杖を原型としたものを引きずり、山車の警護と巡行路を浄める鈴棒引きを先頭に、2名の役員と町衆が紋付・袴に麻裃を着け、頭には一文字笠、足元は白足袋に草履といういでたちで山車の前後左右に供奉する。なお、鈴棒引き、曳き手・囃し方は山町の人達ではなく近郊の町の人達であり、囃し方は特定の町の人達で受け継がれる世襲制である。また、曳き手衣装の半纏（法被）は袖と裾に中綿が入った厚手のもので、鈴棒引きの衣装を含め、各町意匠を凝らした模様が染められている。また足元は白足袋に昔ながらの草鞋を着用している。
1904年（明治37年）まで隔年で提灯山を出していたが、町に電線が引かれる様になりそれ以降中止された。
富山県内で最も早く創建された御車山の山車様式は、のちに富山県西部の各地で創建された曳山に影響を与え、今日も御車山様式の曳山が多く現存している（放生津〔新湊〕・海老江・伏木〔けんか山〕・石動・大門・福野〔夜高祭〕・氷見〔祇園祭〕）。

### 通町（とおりまち）
- 鉾留: 鳥兜
- 本座: 布袋和尚
- 相座: カラクリを施した唐子人形5体。中央の1体が回転棒を握りでんぐり返しをする。
- 幔幕: 白羅紗地剣梅鉢紋 本金糸刺繍
- 囃子: 越天楽・青海波（囃し方・二塚）

通町御車山交流館通町の山車に関する資料や御車山祭の紹介、組み立て作業の紹介パネル、現在使われなくなった車軸などを展示している。2009年（平成21年）12月27日に開館した。土曜・日曜、祝日の午前9時から午後5時まで開館。

### 御馬出町（おんまだしまち）
- 鉾留: 胡籙（やなぐい）に弓矢
- 本座: 佐野源左衛門
- 幔幕: 仙境図綴錦織
- 囃子: 慶雲楽（囃し方・江尻）
  - 本座人形の前には松と梅の鉢と木が飾られている。

### 守山町（もりやままち）
- 鉾留: 五鈷鈴（ごこれい）
- 本座: 恵比須
- 幔幕: 緋羅紗地暈繝波濤模様 絹糸刺繍一部金糸隈取
- 囃子: 振舞（囃し方・石塚）

### 木舟町（きふねまち）
- 鉾留: 胡蝶（こちょう）
- 本座: 大黒天
- 相座: カラクリを施した唐子人形1体。太鼓を叩く。
- 幔幕: 朱地綴織宝珠模様刺繍
- 囃子: 胡蝶（囃し方・横田）

### 小馬出町（こんまだしまち）
- 鉾留: 太鼓に鶏
- 本座: 猩々（しょうじょう）
- 相座: カラクリを施した猿人形1体。太鼓を叩きながら下顎を動かし、頭を前・左右に振る。
- 幔幕: 春秋舞楽図綴織
- 囃子: 迦陵頻（囃し方・米島）

### 一番街通（いちばんまちどおり）
- 鉾留: 釣鐘
- 本座: 尉（じょう）と姥（うば）
- 幔幕: 朱地綴織剣梅鉢紋 本金糸刺繍
- 囃子: 桃李花（囃し方・萩布）
  - 本座人形の前には「相生の松」が飾られている。

### 二番町（にばんまち）
- 鉾留: 桐
- 本座: 千枚分銅（唯一人形ではない）
- 唐垣地幕: 緋羅紗地剣梅鉢紋 本金糸刺繍
- 囃子: 還城楽（囃し方・枇杷首）
  - 高さ 約9m、重さ 約2.5t
  - 本座人形は存在せず、屋台前部に守護神を熊野権現とする熊野神社の、朱塗りで二羽の烏が留まる鳥居が据えられている。
  - 7基の山車の内、唯一車輪が二輪である（直径 2.05m）。

毎年4月30日の宵祭りに二番町のみが行う、祭神を関野神社より同町の山車に迎える神事「遷宮の儀」が執り行われる。子供達が馬上提灯を手に、町役員が長持ちを担ぎ同神社に出向き神事を執り行った後、「道楽（みちらく）」という、町役員がご神体を担ぎ町内まで練り歩き、山宿にて「遷座式」を行い神様を迎え入れる。

## 安永の曳山車騒動と津幡屋与四兵衛
安永の曳山車騒動は、1775年（安永4年）に高岡（御車山）と放生津（新湊）曳山の間でおこった、車輪（曳山車）を巡る騒動で、その後の加賀（主に現在の富山県西部）、越中各地の曳山祭りならびに曳山の発展に多大な影響を与えた大事件である。
高岡御車山の7基の山車は、豊臣秀吉が使用した御所車を前田家より拝領し山車へ改造した特別な由緒正しい山車とされるため、高岡側は1762年（宝暦12年）近隣の町が御所車と同じような大八車（外車）様式の輻車（やぐるま〔スポーク式〕）の曳山を曳こうとしていたところ、加賀藩に抗議し中止を認められ、それ以降同じ様な山車（曳山車）を曳き回す事は認めない事を取り付けていた。しかし1774年（安永3年）に近郊の町（城端・今石動〔石動〕）が類似した曳山車を製作したため説得し、ともに翌年の春季祭礼の曳山の曳き出しを差し止めた。一方放生津では、この騒動以前より大八車（外車）様式の曳山を保有していたが、1773年（安永2年）に大八車（外車）を高岡に修理に出した際、高岡の曳山総代より「御車山に似た車輪である」として差し押えられたため、役所に請願書を出すなどして曳山祭りの復活に奮闘したが、なかなか許しが出ず曳山が曳けない状態で苛立ちが募っていた。しかしその車輪も返還され、1775年（安永4年）にはなんとか一時的な対処として、車輪に板を張付けて曳き回す事が許可され、同年9月15日に待望の祭礼が執り行われた。
祭の当日、高岡二番町の若頭であった津幡屋与四兵衛とその一行が放生津に検分と称し見物に出掛けたところ、立町の曳山が板を取り付けていなかったため抗議したが、放生津側は「曳き回しの途中で板が外れた。だがそれをもう一度取り付けろとのお達しは受けていない」と主張、与四兵衛側は「板を付けないで曳き廻すことはならぬ。もう一度取り付けろ」、放生津側は「いや、付け直す必要は無い」と争論になり、やがて与四兵衛達一行が鳶口などを振り回すなど騒動を起し、与四兵衛を含め3人が来町中の魚津の役人に捕まり投獄された。
高岡側は抗議し、与四兵衛も投獄後高岡側の主張を繰り返していたが拷問を受け衰弱して獄死した。しかし与四兵衛の死後、1776年（安永5年）2月には高岡側の主張が通り、その後明治の初め頃まで加賀や越中では、他町の曳山は大八車（外車）使用が認められず地車（内車）の曳山のみが認められることになった。そのため現在富山県内に現存する曳山の殆どは大八車（外車）様式の輻車（やぐるま）または板車だが、内車から外車に変更されたのは明治時代になってからであり、各地の曳山は騒動をきっかけに、曳山の塗り（漆工）、彫り物（彫刻）、金具（彫金）など装飾の充実に力を注ぐこととなり、県内には絢爛豪華な曳山が揃う一端ともなった。
この騒動で高岡では、津幡屋与四兵衛は御車山の由緒と威厳を守った安永の義人として、「弥眞進大人命（まごころいやすすめうしのみこと）」と崇められ、関野神社に祠を作り毎年4月3日に与四兵衛祭を執り行なうとともに、同日にその年の御車山祭の詳細を取り決めており、与四兵衛祭は、2007年（平成19年）に、「とやまの文化財百選（とやまの年中行事百選部門）」に選定されている。また二番町の与四兵衛生家跡には1991年（平成3年）に石碑が建てられ、5月1日の祭礼当日は石碑に供物を供え、すべての山車がその前で止まり詣でる。
なおこの騒動の判決後各町の評論では、「今日も御車山の由緒を守り伝承されてきた事に、先人達に感謝する」とする高岡側と、判決によって大八車（外車）様式の車輪が今後使用できなくなったうえに、取り調べを受け入牢させられた者がいたり、曳山祭り自体がしばらく中止に追い込まれたり、曳山や車輪を没収されたりしたことなどから、放生津や城端、今石動などの騒動に巻き込まれた町では、「歯切れの悪い結果」、「御車山祭が始まった経緯などから、為政者が藩の威厳を守るため勝手な論理を持ち込み、他の曳山の追随を認めたくなかった高岡側を擁護した」と厳しい論評をするなど、判決の評論には大きな相違がみられることとなった。

### 騒動に対する判決と騒動に巻き込まれた町への影響
判決「高岡と類似した曳山車（大八車〔外車〕様式の輻車）は曳き出してはならぬ。しかし地車であれば許可する。」
- 放生津（新湊） - 全町の曳山方の役付、世話人が魚津の盗賊改方への出頭・入牢を命じられ詮議を受けた後釈放された。また全町の曳山が没収されその後返還されたが、中町、立町、三日曽根、法土寺、奈呉町、東町、新町の7町の輻車（板車）は没収された。また暫らくの間曳山祭りは中止に追い込まれた。
- 城端 - 城端では漆の塗師、大工、町の組合頭など関係者7名が魚津の盗賊改方への出頭・入牢を命じられ詮議を受けた。この際、出丸町の坂上に延命地蔵を建立し7名の無事釈放を祈願した。7名はその後無事釈放されている。なおこの地蔵尊は今も同じ地に建っている。また輻車も没収されたが一部は返還され、現在城端曳山会館に保存展示されている。その後の曳山祭りの実施については、曳山創設から歴史が長い（1719年創設）との理由で許可された。
- 今石動（石動） - 曳山創設から歴史が短い（1752年創設）との理由で、暫くの間曳山祭りは中止に追い込まれた。

## 主な日程
4月1日 - 高札の設置
毎年祭礼1ヵ月前のこの日、関野神社と市内中心部の2ヵ所に、5月1日の祭礼を知らせる高さ4.5m（土台含む）、幅1mの木製の高札（案内板）が設置される。大正時代より始まり一時途絶えていたが、平成に入り復活した。
4月3日 - 与四兵衛祭
4月30日 - 宵祭
4月29日（祝日）または30日に関野神社脇に作られた山蔵から曳き出された山車は山宿前に運ばれ、30日の夜最終の飾り付けの後午後6時半から7時にかけて入魂式など修祓（しゅうばつ）神事が行われる。また午後6時半より9時まで山車がライトアップされ曳山囃子の披露や調度品の展示、スタンプラリーなどが行われる。
各山宿前では御神酒の振舞、神饌の配布など町内ごとにもてなしが行われる。動く文化財の細部の鑑賞はこの宵祭が一番好都合である。
5月1日 - 本祭
各山車は早朝から山車の組み立てを開始し、出発時に修祓（しゅばつ）神事のあと午前10時ごろに自町を曳き廻し、坂下町に午前11時に勢揃いし11時20分に出発する。御車山巡行の一番山は毎年の慣例により通町の山車である。午後12時には片原町交差点に7基が横一列に勢ぞろいし、保存会長が挨拶し市長の答礼を受ける。その後も各山町内を夕方の高岡関野神社への曳納まで厳かに奉曳される。
巡行コース・巡行時間は当日の天候によって変更となる場合がある。雨天の場合は原則的に中止になるが、その場合でも雨天対策用のテントに収納された御車山の華麗な姿は見学することができる。

## 御車山特別巡行・展示
- 2009年（平成21年）9月13日、高岡開町400年を記念して「高岡開町まつり」が開催され、山町筋を中心に御車山の特別巡行が行われた。
- 2015年（平成27年）11月1日に初開催された富山マラソンでは、山町筋がコースの一部となったことから、御馬出町の山車が沿道沿いに展示された[17]。
- 2015年（平成27年）11月6日〜8日に富山県産業創造センター（高岡テクノドーム）で行われた、「全国伝統的工芸品フェスタin富山」では、二番町の山車が展示された。町外での展示は約50年ぶりとなる[18]。

## 高岡御車山会館と平成の御車山
高岡御車山会館は、高岡市守山町にある、高岡御車山祭にて曳き出される山車の展示及び、祭礼の由緒と歴史を辿る会館である。
高岡市は、これまで毎年御車山祭前夜祭並びに本祭当日の、４月30日、5月1日のみにしか見ることの出来なかった7基の山車を順次展示し、通年に渡り祭りの雰囲気を体感でき、街づくりの拠点となる施設を計画し、その後2013年（平成25年）10月に着工、北陸新幹線の開業に合わせ2015年（平成27年）4月25日に開館した。また佐渡家の高岡最古の土蔵を移築展示し、佐渡家と山町の紹介なども行っている。
「平成の御車山」は、御車山会館の建設に合わせ展示用に2013年から2018年までかけて制作された実物大のレプリカである。完成までは年度ごとに予算を組み制作された鉾留、車輪、車軸、轅、本座人形、相座人形、幔幕などの部材を、高岡御車山会館にて随時展示していた。2018年3月に完成し、同年4月30日より御車山会館で公開が開始された。
平成の御車山 - 高さ 約7.8m、長さ 約5.9m、幅 約3m、重さ 約2.6t
- 鉾留: 鳳凰 – 高さ: 2.15m、重さ: 150Kg
  - 黄金に輝く鳳凰はキリとヒノキで作られ、漆塗を施し2,100枚の金箔を張り彩られている。足元には、中国では鳳凰が住む樹とされる、梧桐の葉と花の彫刻があしらわれている[26][27]。
- 本座人形: 前田利長と永姫
  - 前田利長は高さ135cm、永姫は高さ120cm（いずれも座位）。
  - 衣装には西陣織を使用している。
- 相座人形: 満姫（利長の実の娘）
  - 扇子を持って踊る高さ100cmのからくり人形で、9代目玉屋庄兵衛の指導の下、南砺市の井波彫刻の彫刻師が制作した[28]。
- 高欄・後屛: 井波彫刻の作[29]。
- 幔幕: 高岡古城公園の四季
- 標旗（名）: 平成乃御車山
  - 棹の長さは約3.6mで、高岡漆器による青貝塗りである。
- 車輪: 4輪で、直径約1.6m
  - 大八車（外車）様式の漆塗りの輻車に、彫金があしらわれている。

## その他
- 御車山巡行のために路面電車の架線を約330mに渡って一時撤去するという、全国でも大変珍しい光景が見られる。祭礼当日、御車山を通すため高岡の中心市街地を走る路面電車万葉線の架線を、巡行路にあたる坂下町交差点から勢ぞろいが行われる片原町交差点間で外し、巡行後に架け直す処置をとる。架線を架ける際、電車の上での点検作業なども見ることができる。また当日は急患医療センター前停留場から高岡駅停留場間は期間（時間）運休となる[30]。
- 山町筋では2012年（平成24年）に、大正時代から昭和初期まで御車山祭時に各家庭の前に提灯を吊るしていた提灯台を復元し90台制作した。今も残る台を参考に高さ3.6mの木製の棒の上部に三角屋根（かさ）をつけたもので、同年3月に完了した山町筋の無電柱化工事に合せ、提灯台の棒を差し込む穴を各家庭前の路上に設けたことにあわせ、「土蔵造りのある山町筋まちづくり協議会」が高岡市や県の補助を受け制作に至った。今後御車山祭や土蔵造りフェスタなどで使用する。提灯台は1913年（大正2年）の高岡開町300年に合せ作られたとされ、御車山祭で昭和初期まで使用されていたがその後使用されなくなり、提灯は各家庭の玄関の軒先などに吊るすなどしていた[31][32][33]。